# Potorîțea, Sokal
Potorîțea (în ucraineană Поториця) este localitatea de reședință a comunei Potorîțea din raionul Sokal, regiunea Liov, Ucraina.

## Demografie
Componența lingvistică a localității Potorîțea
     Ucraineană (99,5%)
     Alte limbi (0,38%)
Conform recensământului din 2001, majoritatea populației localității Potorîțea era vorbitoare de ucraineană (99,5%), existând în minoritate și vorbitori de alte limbi.